# Дејан Удовичић
Дејан Удовичић (Београд, 27. јул 1970) је бивши југословенски и српски ватерполиста и бивши селектор репрезентације Србије.

## Биографија
Удовичић је своју играчку каријеру провео у Партизану и Београду. Тренерску каријеру је започео у Партизану 2000. године. Са Партизаном је у домаћим такмичењима освојио дупле круне 2001/02, 2006/07, 2007/08 и 2008/09. На фајнал фору Евролиге 2007. у Милану освојио је треће место. Године 2009. је поднео оставку на то место.
Селектор Србије је постао у јуну 2006. после распада Државне заједнице Србије и Црне Горе. У септембру 2012. је поред селекторске функције прихватио и тренерску у Ватерполо клубу Раднички из Крагујевца. У новембру 2012. је раскинуо уговор са савезом.
На крају сезоне 2012/2013. напустио је Раднички и преузео функцију селектора репрезентације Сједињених Америчких Држава.
Није ни у каквом сродству са Вањом Удовичићем.

## Клупски трофеји (као играч)
- Првенство СФР Југославије 1986/87. и 1987/88. —  Шампион са Партизаном
- Првенство СР Југославије 1994/95. —  Шампион са Партизаном.
- Куп СФР Југославије 1986/87, 1987/88, 1989/90. и 1990/91. — Победник са Партизаном
- Куп СР Југославије 1991/92, 1992/93, 1993/94. и 1994/95 — Победник са Партизаном
- Медитерански куп 1989. — Победник са Партизаном
- Куп победника купова 1990. — Победник са Партизаном
- Суперкуп Европе 1990/91. — Победник са Партизаном.

## Клупски трофеји (као тренер)
- Првенство СР Југославије 2001/02. —  Шампион са Партизаном
- Првенство Србије 2006/07, 2007/08. и 2008/09. —  Шампион са Партизаном
- Куп СР Југославије 2001/02. — Победник са Партизаном
- Куп Србије 2006/07, 2007/08. и 2008/09. — Победник са Партизаном
- ЛЕН Куп Европе 1997/98. — Победник са Партизаном (као помоћни тренер)
- ЛЕН Куп Европе 2012/13. — Победник са Радничким